# Kazimierz Feleszko
Kazimierz Feleszko (* 18. September 1939 in Czernowitz; † 3. Juli 2001 in Warschau) war ein polnischer Slawist, Balkanist, Linguist und Übersetzer. Er unterrichtete an der Universität Warschau, der Universität Opole und der Ludwig-Maximilians-Universität München.

## Leben
Feleszko wurde in der Bukowina geboren und verbrachte in diesem vielsprachigen und multiethnischen Umfeld seine prägenden ersten Lebensjahre. Er war sprachbegabt und polyglott, aufgewachsen in einem Umfeld, in dem neben dem Polnischen je nach Situation und Gegenüber auch Deutsch, Rumänisch und Ukrainisch gesprochen wurde. Nach dem Zweiten Weltkrieg fand er sich mit seiner Familie und anderen aus der Bukowina übersiedelten Polen in Prudnik in Oberschlesien wieder, ebenfalls einem Landstrich, wo sich Kulturen und Völker mischten; diesmal wurde dialektales Polnisch, Deutsch und Tschechisch gesprochen. In Prudnik besuchte Feleszko die Schule und schloss das Gymnasium ab. An der Philologischen Fakultät der Universität Warschau nahm er danach ein Studium des Serbokroatischen auf, lernte dadurch einen neuen multiethnischen Sprachraum kennen und lieben und erweiterte seine Sprachkenntnisse um das – damals so bezeichnete – Serbokroatische sowie Mazedonisch und Bulgarisch. Feleszko verbrachte den größten Teil seines Lebens in Warschau, lebte einige Jahre in Deutschland und reiste auch viel, vor allem auf den Balkan und in die Bukowina.
Feleszko war mit der Slawistin und Namenskundlerin Ewa Rzetelska-Feleszko verheiratet. Seine Gebeine ruhen im Familiengrab in Grabowo in der Gemeinde Mrągowo (Wojewodschaft Warmia i Mazury).

## Forschung
Feleszko arbeitete ab 1962 am Slawistischen Institut der Polnischen Akademie der Wissenschaften, fertigte dort 1963 eine linguistische Magisterarbeit bei Zdzisław Stieber an und erwarb – betreut von Zuzanna Tolpolińska und später Zdizław Stieber – 1969 mit einer Arbeit über Die Syntax des Genitivs und präpositionaler Ausdrücke im Serbokroatischen (polnisch Składnia genetiwu i wyrażeń przyimkowych w języku serbsko-chorwackim) den Doktortitel. Publiziert wurde die Dissertation 1970 im Ossolineum Verlag in polnischer und erneut 1995 in Belgrad in serbischer Sprache. 1980 habilitierte sich Feleszko mit einer Untersuchung zu den Funktionen der Formen der Numeruskategorie in der polnischen Nominalgruppe (polnisch Funkcje form kategorii liczby w polskiej grupie imiennej). 1979 wechselte er von der Akademie der Wissenschaften an das Institut für Slavische Philologie der Universität Warschau. Von 1979 bis 1992 und von 1997 bis 2001 war er dort als Wissenschaftler und Dozent und zeitweise als Institutsdirektor tätig. Von 1992 bis 1997 lehrte Feleszko an der Ludwig-Maximilians-Universität München. Im Studienjahr 1998/1999 war er Professor an der Universität Opole. 2001 wurde Feleszko postum vom Präsidenten der Republik Polen zum Professor (polnisch profesor tytularny) ernannt.
Feleszkos wissenschaftliches Interesse konzentrierte sich auf den grammatischen Bau der slavischen Sprachen, besonders im Kontext des Numerus und mit Bezug auf das Polnische und die südslavischen Sprachen. Außerdem befasste er sich mit kontrastiver Linguistik und mit der Mehrsprachigkeit in der Bukowina. Sein wissenschaftliches Erbe umfasst weit über 100 Positionen. Zeitweilig war er Mitherausgeber der Zeitschrift Die Welt der Slaven. Aus dem Serbokroatischen übersetzte er das Standardwerk Wege der Sprachwissenschaft (polnisch Kierunki w lingwistyce) von Milka Ivić ins Polnische.
Feleszko begründete die Internationale Wissenschaftliche Konferenz „Bukowinische Treffen“ (polnisch Bukowińskie Spotkania), die von einem internationalen Folklorefestival begleitet wird.

## Werke (Auswahl)
- 1970: Składnia genetiwu i wyrażeń przyimkowych z genetiwem w języku serbsko-chorwackim. (Dissertation) (Значења и синтакса српскохрватског генитива. Beograd 1995)
- 1978: Charakterystyka ilościowa grupy imiennej w języku polskim. I. Policzalność – niepoliczalność przedmiotów; funkcje składniowe form liczbowych. Studia Gramatyczne, II, S. 5–16.
- 1980: Charakterystyka ilościowa grupy imiennej w języku polskim. II. Liczba gramatyczna a liczba arytmetyczna; nazwy zbiorowe. Studia Gramatyczne, III, S. 5–17.
- 1980: Funkcje form kategorii liczby w polskiej grupie imiennej. Uniwersytet Warszawski, Warszawa. (Habilitationsschrift)
- 1981: Charakterystyka ilościowa grupy imiennej w języku polskim. III. Klasy rzeczowników a formy liczbowe wyrazów zależnych. Studia Gramatyczne, IV, S. 191–208.
- 2000: Die Polen in Czernowitz. In: Harald Heppner (Hrsg.): Czernowitz. Die Geschichte einer ungewöhnlichen Stadt. Köln, S. 129–144.
- 2002: Bukowina moja miłość. Język polski na Bukowinie karpackiej do 1945 roku. Hrsg. von Andrzej Żor in Zusammenarbeit mit Helena Krasowska, Bd. 1. Warszawa: Instytut Slawistyki Polskiej Akademii Nauk.
- 2003: Bukowina moja miłość. Język polski na Bukowinie karpackiej do 1945 roku. Słownik (Wörterbuch). Hrsg. von Ewa Rzetelska-Feleszko in Zusammenarbeit mit Helena Krasowska, Bd. 2. Warszawa: Instytut Slawistyki Polskiej Akademii Nauk.